# 楽しいダックタウン
楽しいダックタウン（Sitting Ducks）は、アメリカ合衆国のCGを用いたテレビアニメ。原作はマイケル・ベダードの『SITTING DUCKS』。
2001年、北米のカートゥーンネットワークで放送開始された後にヨーロッパで放送された。日本では2002年7月7日 - 9月29日までテレビ東京にて全13話が放送された。

## 登場人物
左から原版/日本語吹き替え版のキャスト
ビル
声：イアン・ジェームズ・コレット/水島裕
本作の主人公。親切で頼りになるアヒルで空を飛ぶことが夢。
ペットのオウムとともにアパートに住んでいる。
アルドー
声：デイブ・ワード/宮澤正
スワンプウッド（吹き替え版ではワニランド）一の力持ちであるアリゲーター。最初はダックタウンにやってきてビルを食べようとしたが、
虫歯を治療してもらったことを機にビルと親友になる。それ以後もアヒルを食べたいという癖があったがあることを理由に完全に克服した。
盲目のおじ Artieと、まだ赤ん坊であるいとこのアンディがいる。
ベブ
キャサリン・バー/安達忍
ビルたちがよく利用するデコイカフェのオーナー。 マダム・ベブスキーと言う名前で占い師もしている。ビルの片思いの相手。
エド、オリー、ワドル
声：Louis Chirillo（エド）、Jay Brazeau（オリー）、フィル・ヘイズ（ワドル）/田原アルノ（エド）、辻親八（オリー）、鈴木勝美（ワドル）
ビルの悪友たちで、近所に住む3兄弟。
セシル
声：イアン・ジェームズ・コレット/池水通洋
ダックタウン唯一の歯科医。英語版ではイギリスなまりで話す。
フレッド
声：フィル・ヘイズ/西脇保
南極からやってきたペンギン。アヒルの女友達にDot Cableがおり、Gelataといういとこがいる。
アイスホッケーが得意でそのことになると熱中しやすい。
ラウール
声：マイケル・ベンイアー/乃村健次
マイペースで呑気な性格のカラス。 空を飛ぼうとするビルをいつもからかっている。
Drill Sargeant Duck
声：キャシー・ウェスラック
がんこなあひる。アルドーのことを快く思っておらず、ワニ反対団体Duck Defense Leagueのリーダーでもある。

## サブタイトル
- アヒルも飛べる?(Mind Over Mallard)
- 牛のストライキ(Got Milk)
- 羽なしビル(Duck Naked)
- ビルが子育て!?(Bill Hatches an Egg)
- ビルがニュースに?(Hey...Bill's on the News)
- 歯がほしい～!(Denture Adventure)
- アルドーの手品(Waddle's Spud Bud)

## 備考
| テレビ東京系 日曜9:00枠          | テレビ東京系 日曜9:00枠       | テレビ東京系 日曜9:00枠 |
| 前番組                           | 番組名                        | 次番組                  |
| -------------------------------- | ----------------------------- | ----------------------- |
| The CUP 〜その熱き思い〜         | 楽しいダックタウン            | ペコラ                  |
| テレビ東京系 月曜25:55 - 26:25枠 |                               |                         |
| SAMURAI DEEPER KYO               | 楽しいダックタウン （再放送） | LAST EXILE 25:30-26:00  |